# 田中延次郎
田中 延次郎 （たなか のぶじろう、旧姓 市川、1864年4月21日（元治元年3月16日） - 1905年（明治38年）6月21日）は、日本の菌類学者である。日本における最初の近代菌類学書、『日本菌類図説』を執筆した。植物病理学の分野でも桑樹萎縮病の対策に貢献した。

## 略歴
江戸・千住南組の酒問屋の長男に生まれた。
東京帝国大学理科大学植物学科を1889年に卒業した。高等菌類、植物寄生菌など、広い分野に関心を持った。在学中に『植物学雑誌』の発行を提唱し、自らもハツタケなどキノコの2新種の記載論文を発表し、日本人による菌類の新種の初記載論文とされ、イギリスの雑誌に転載された。後に田中の与えた学名、Lactarius hatsudake はイギリスのマイルズ・ジョセフ・バークリーによって命名された種、Lactarius lividatusのシノニムとなった。

1889年に、田中長嶺（1849年-1922年、初め画家を目指すが後に菌学を学ぶ）と共著で『日本菌類図説』を出版した。「変形菌」の名前を使った日本最初の論文も発表した。1892年から名古屋の愛知県桑樹萎縮病試験委員などを務め植物病理学の分野で働いた。1897年から一年間、ドイツのミュンヘン大学に私費留学し、酵母の研究などもした。1898年から1899年まで東京帝国大学理科大学の講師を務める。
1903年、桑樹萎縮病調査会が廃止された後は適当な就職口もなく、晩年には妻も亡くす。その後精神病を患い、1905年に精神病院で没した。

## 論文
- 田中延次郎「すつぽんたけノ生長」『植物学雑誌』第1巻第1号、日本植物学会、1887年、12b-14、doi:10.15281/jplantres1887.1.1_12b、ISSN 0006-808X、NAID 130004209670。
- 田中延次郎「黴の記 第一」『植物学雑誌』第1巻第2号、日本植物学会、1887年、14-17頁、doi:10.15281/jplantres1887.1.2_14、ISSN 0006-808X、NAID 130004209682。
- 田中延次郎「ちやだいごけ一種」『植物学雑誌』第1巻第7号、日本植物学会、1887年、139-141頁、doi:10.15281/jplantres1887.1.7_139、ISSN 0006-808X、NAID 130004209705。
- 田中延次郎「茯苓 (第一五版)」『植物学雑誌』第2巻第22号、日本植物学会、1888年、239-244頁、doi:10.15281/jplantres1887.2.239、ISSN 0006-808X、NAID 130004210166。
- 田中延次郎「しひたけノ學名ニ就テ」『植物学雑誌』第3巻第27号、日本植物学会、1889年、157-159頁、doi:10.15281/jplantres1887.3.157、ISSN 0006-808X、NAID 130004210610。
- 田中延次郎「日本菌類學大意」『植物学雑誌』第4巻第43号、日本植物学会、1890年、333-343頁、doi:10.15281/jplantres1887.4.333、ISSN 0006-808X、NAID 130004211010。
- 田中延次郎「桑あかさび病菌の屬名」『植物学雑誌』第4巻第44号、日本植物学会、1890年、381-382頁、doi:10.15281/jplantres1887.4.381、ISSN 0006-808X、NAID 130004211021。